# Florent Géroux
Florent Géroux (né le 16 juillet 1986) à Argentan, est un jockey français installé aux États-Unis. 

## Carrière
Fils d'un ex-jockey devenu entraîneur, Florent Géroux entre à 13 ans à l'Afasec, l'école des apprentis-jockeys et remporte sa première course à Longchamp en 2004. En 2007, il s'exile aux États-Unis, dans le Kentucky, mais son intégration est ralentie par une grave blessure. Après une convalescence au pays natal, il retraverse l'Atlantique et s'installe cette fois à Chicago. Il entre dans le top 100 des jockeys américains en 2013 et remporte son premier groupe 1 en 2014 dans le Breeders' Cup Sprint. L'année suivante, il revient dans le Kentucky, enchaîne les victoires et en 2016 il atteint le cap des 1000 victoires et termine à la cinquième place du classement des jockeys (par les gains). Il ne quittera presque plus le top 10 par la suite. Le champion Gun Runner lui permet de remporter certaines des plus grandes courses américaines, dont la Breeders' Cup Classic en 2017. En 2021, il devient le troisième jockey français à remporter le Kentucky Derby, après Jean Cruguet en 1977 et Flavien Prat en 2019. Il a acquis la nationalité américaine en 2018. En 2022, ses gains cumulés s'élevaient à 138 millions de dollars.

## Palmarès sélectif (groupe 1)
États-Unis
- Kentucky Derby – 1 – Mandaloun (2021)
- Kentucky Oaks – 2 – Monomoy Girl (2018), Shedaresthedevil (2020)
- Breeders' Cup Distaff – 3 – Monomoy Girl (2018, 2020), Idiomatic (2023)
- Breeders' Cup Juvenile Fillies Turf – 2 – Catch A Glimpse (2015), Aunt Pearl (2020)
- Breeders' Cup Sprint – 1 – Work All Week (2014)
- Breeders' Cup Turf Sprint – 1 – Mongolian Saturday (2015)
- Breeders' Cup Classic – 1 – Gun Runner (2017)
- La Troienne Stakes – 4 – Big World (2017), Monomoy Girl (2020), Shedaresthedevil (2021), Idiomatic (2024)
- Haskell Stakes – 2 – Mandaloun (2021), Cyberknife (2022)
- Natalma Stakes – 2 – Catch A Glimpse (2015), Victory to Victory (2016)
- Clark Handicap – 2 – Gun Runner (2016), Leofic (2018)
- Cotillion Stakes – 2 – I'm A Chatterbox (2015), Society (2022)
- Arlington Million – 2 – The Pizza Man (2015), Set Piece (2023)
- Spinster Stakes – 2 – I'm A Chatterbox (2016), Idiomatic (2023)
- Queen Elizabeth II Challenge Cup – 1 – Her Emmynency (2015)
- Beverly D. Stakes – 1 – Sea Calisi (2016)
- United Nations Stakes – 1 – Word Approval (2016)
- Ogden Phipps Stakes – 1 –  Cavorting (2016)
- Belmont Oaks – 1 – Catch A Glimpse (2016)
- Secretariat Stakes – 1 – Beach Patrol (2016)
- Stephen Foster Handicap – 1 – Gun Runner (2017)
- Woodward Stakes – 1 – Gun Runner (2017)
- Whitney Stakes – 1 – Gun Runner (2017)
- Ashland Stakes – 1 – Monomoy Girl (2018)
- Acorn Stakes – 1 – Monomoy Girl (2018)
- Ashland Stakes – 1 – Monomoy Girl (2018)
- Pegasus World Cup – 1 – Gun Runner (2018)
- Coaching Club American Oaks – 1 – Monomoy Girl (2018)
- Shoemaker Mile Stakes – 1 – Bolo (2019)
- Frank E. Kilroe Mile Stakes – 1 – Hit The Road (2021)
- Ballerina Handicap – 1 – Echo Zulu (2023)
- Personal Ensign Stakes – 1 – Idiomatic (2023)
- Pennsylvania Derby – 1 – Saudi Crown (2023)
- Champagne Stakes – 1 – Timberlake (2023)

 Canada
- E.P. Taylor Stakes – 1 – Al's Gal (2016)

 Dubaï
- Dubaï World Cup – 1 – Hit Show (2025)